# Veronika Skuplik
Veronika Skuplik, née en 1964, est une violoniste baroque allemande. Outre sa carrière soliste, elle est également connue comme membre de la formation L'Arpeggiata dirigée par Christina Pluhar.

## Jeunesse et formation
Veronika Skuplik étudie la musique et le violon successivement à la Folkwang Hochschule d'Essen, à l'université Wilhelms de Münster et à l'université des Arts de Brême (en), plus précisément à l'Académie de musique ancienne. Elle obtient son diplôme dans cette dernière école en 1991, avec une spécialisation en violon baroque. Elle a notamment été très inspirée par le livre de Nikolaus Harnoncourt Musik als Klangrede : Wege zu einem neuen Musikverständnis.

## Carrière

### Professeur
Veronika Skuplik, qui vit à Oldenbourg, enseigne le violon baroque à l’université des arts de Brême, mais dirige également des master class dans ce domaine à l'Utrechts Conservatorium, à la Malmö Musikhögskolan, à l'Akademie Hamburg für Musik und Kultur, au Festival der Alten Musik Trigonale en Autriche et au Carnegie Hall de New York,.

### Concertiste
Veronika Skuplik est particulièrement impliquée dans l'ensemble baroque L'Arpeggiata dirigée par Christina Pluhar, mais également dans les ensembles Concerto Palatino, Weserrenaissance, Movimento, La Dolcezza et Chelycus, ce dernier ensemble ayant été fondé à son initiative,.
En tant que soliste ou que membre d'un ensemble orchestral, elle a produit environ 70 disques, essentiellement dans le domaine de la musique baroque.

## Vie privée
Veronika Skuplik est mariée au facteur de clavecin Dietrich Hein, et a deux enfants eux-mêmes musiciens.